# Меламед, Юлия Борисовна
Юлия Борисовна Меламед (род. 30 июня 1971, Москва) — российский режиссёр, сценарист и редактор, педагог, публицист, переводчик. Колумнист Газета.Ru, автор философско-литературного журнала «Логос».

## Биография
Родилась в Москве. Отец — Меламед Борис, экономист, мать — Шейнина Серафима, логопед.
В 1993 году окончила Московский педагогический государственный университет по специальности дефектология. В 1993 году защитила диплом: «Эмоционально-волевая регуляция речи». Работала переводчицей английского языка. С 1996 года — на телевидении.
Автор и режиссёр документальных фильмов, специальных репортажей и рекламных роликов на ВГТРК. В 2000 году вышел её документальный фильм-портрет о Юрии Любимове — «Мастер, Маргарита и ко». Интервью с Любимовым снималось в Иерусалиме в течение месяца.
После 2001 года работала шеф-редактором документального формата на Культура (телеканал), Первый канал (Россия), как режиссёр снимала фильмы в жанре Докудрама для НТВ.
В 2004—2005 годах училась в мастерской игрового кино и драматургии Хотиненко — Фенченко — Финна на Высших курсах сценаристов и режиссёров.
В 2006 году её фильм «Похищение Европы», «The abduction of Europe» стал победителем New York International Independent Film and Video Festival в номинации «лучший документальный фильм».
В 2011 году её короткометражный игровой фильм «Один», с Алисой Гребенщиковой в главной роли, стал победителем в конкурсе короткого метра на кинофестивале Шанхайский кинофестиваль. Фильм снят без бюджета. В интервью газете «Труд» Алиса Гребенщикова сказала: «Прочтя сценарий, я убедилась в том, насколько справедливо утверждение „краткость — сестра таланта“. Только очень талантливый и умный человек может так точно и кратко сформулировать мысль, как сделала это Юлия Меламед. У меня есть желание поработать с Юлей в большой ленте. Она человек немногословный, а мне очень нравятся люди, которые не болтают попусту и четко знают, чего хотят».
В агентстве РИА Новости Юлия Меламед разрабатывала проекты документального кино для интернета, а также вебдокументари (webdoc) и другие кросс-платформенные проекты, которые были отмечены международными призами. В интервью 2014 года «Мне бы не хотелось, чтобы мои ролики были вирусными» Юлия объясняет причину своего перехода с телевидения в интернет.
В 2014 году документальный фильм «Деген» был номинирован на Национальную премию в области неигрового кино и телевидения Лавровая ветвь (премия). Премьера фильма прошла в Еврейском музее и центре толерантности и Центральном доме кино в Москве.
Читает лекции о кино и мультимедийных видео: «Философ за камерой, как это?» «От идеи к формату. Как достучаться до зрителя и эффектно подать материал». «Интеллектуал в социальных сетях», «Новое документальное кино: что такое мультимедийные фильмы».
Член жюри Международного фестиваля мобильного кино Mobile Filmmaker’s International Fest 2019.
Преподает в Высшей школе экономики.

## Награды и премии
|                         | Фильм                                                                        | Год                       | Конкурс                  |                             | Место проведения | Приз                        |
| ----------------------- | ---------------------------------------------------------------------------- | ------------------------- | ------------------------ | --------------------------- | ---------------- | --------------------------- |
| 2011                    | Один                                                                         | 2011                      | Шанхайский кинофестиваль | Китай                       | Шанхай, КНР      | Shanghai Short film Contest |
| 2006                    |                                                                              |                           |                          |                             |                  |                             |
| The abduction of Europe |                                                                              |                           |                          |                             |                  |                             |
| 2006                    | Международный кинофестиваль в Сан-Франциско                                  | Соединённые Штаты Америки | Сан-Франциско, США       | Лучший документальный фильм |                  |                             |
| 2014                    |                                                                              |                           |                          |                             |                  |                             |
| Деген                   |                                                                              |                           |                          |                             |                  |                             |
| 2014                    | Национальная премия в области неигрового кино и телевидения «Лавровая ветвь» | Россия                    | Россия                   | «Лавровая ветвь»            |                  |                             |

## Публикации
- «Три самых важных самоубийства в истории. Сократ — Кириллов — Малевич» / Логос. 2014. № 3 (99). С. 33-40
- «Перепостили — следовательно, существую»/ Логос. 2012. № 2 (86). С. 10-18
- Роман «Ночь с понедельника на пятницу» / Вестник Европы, 2007, 21
- «Одна смерть равняется пяти», Юлия Меламед о том, что такое Холокост и Блокада в наши дни, Газета.ру, 29.01.2019
- «А правда, Алёша, что жиды на Пасху», booknik, 11.11.2011

## Интервью
- Как быть нормальным в безумном городе, интервью с Юлией Меламед о проекте «Москвичи» / Московские Новости, 30.01.2014
- Юлия Меламед: «Мне бы не хотелось, чтобы мои ролики были вирусными» / Милосердие.ру, 25.06.2014
- Why Russian workers are being taught how to smile / BBC, 9.06.2018
- «Тем временем»/ Телеканал «Культура»
- Интервью с Юлией Меламед на телеканале «9 канал» 12. 10.2014
- «Размахивая палочкой», статья о премьере фильма Ю.Меламед «Деген»/ Лехаим, 6.02.2015
- ЮЛИЯ МЕЛАМЕД: «Во время интервью дожимать надо всех, включая раввинов» 07/2019